# رسم الكروم
رسم الكروم قرية سوريّة تتبع إداريّاً لمحافظة حلب منطقة دير حافر ناحية رسم حرمل الإمام، بلغ تعداد سكانها 951 نسمة حسب التعداد السكاني لعام 2004.